# Wieczór panieński (film)
Wieczór panieński (ang. Bachelorette) – amerykańska komedia z 2012 roku w reżyserii Leslye Headland.
Premiera filmu miała miejsce 23 stycznia 2012 roku podczas Festiwalu Filmowego w Sundance. W USA premiera filmu odbyła się 7 września 2012 roku, natomiast w Polsce 14 września 2012 roku.

## Opis fabuły
Regan, Gena i Katie w szkole średniej dawały się we znaki Becky, swojej pulchnej koleżance z klasy. Nabijały się z jej tuszy i nazywały ją świńskim ryjem. Gdy po paru latach dawna kumpelka dzwoni do nich i prosi, żeby przyleciały do Nowego Jorku na jej ślub i wesele, dziewczyny decydują się przyjąć zaproszenie. Wprawdzie nie podoba im się, że Becky ma faceta i jako pierwsza z klasy wychodzi za mąż, ale chcą spróbować wynagrodzić jej wszystkie dawne krzywdy. Regan ma zostać druhną honorową panny młodej i podejmuje się zorganizować dla Becky wieczór panieński. Jednak jeszcze zanim zabawa zacznie się na dobre, sytuacja wymyka się spod kontroli. Bo w przyjaciółkach budzi się dawna skłonność do szaleństw. Jedna z nich przywozi na spotkanie narkotyki, które wszystkie zażywają. Wpadają na pomysł, żeby przymierzyć suknię ślubną panny młodej, która szybko zamienia się w wysłużony strój ze sklepu z używaną odzieżą. Nie będzie łatwo przywrócić jej dawny wygląd... Wkrótce dziewczyny wyruszają na podbój Manhattanu. Spotykają tam kolegów przyszłego pana młodego, którzy idą świętować jego wieczór kawalerski w jednym z klubów. Towarzystwo razem rzuca się w wir zabawy. Alkohol, narkotyki, gorący seks w toalecie... Tej szalonej nocy długo nie zapomni żaden z jej uczestników.

## Obsada
- Kirsten Dunst jako Regan Crawford
- Isla Fisher jako Katie Lawrence
- Lizzy Caplan jako Gena Myers
- Rebel Wilson jako Becky Archer
- Kyle Bornheimer jako Joe
- James Marsden jako Trevor
- Adam Scott jako Clyde
- Paul Corning jako Jack
- Andrew Rannells jako Manny
- Hayes MacArthur jako Dale
- Shauna Miles jako Theresa
- Ann Dowd jako Victoria
- Ella Rae Peck jako Stefanie
- Arden Myrin jako Melissa

i inni